# Said Qutb

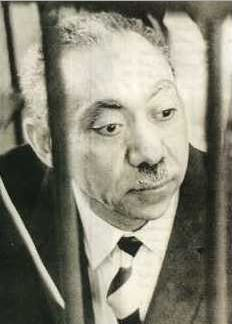
Said Qutb

Said Qutb (Arabisch:سَيِّد قُطب) (ook: Sayyid of Sayid, Sayed, Syed, Seyyid ; Koteb of Qutub, Kotb, Kutb) (Geboren 9 oktober 1906 te Musha – geëxecuteerd op 29 augustus 1966) was een belangrijke ideoloog van de Egyptische Moslimbroederschap.
Hij werd in belangrijke mate geïnspireerd door de geestelijke Said Abul Ala Maududi en wordt vaak gezien als een van de belangrijkste inspirators voor Osama bin Laden. In het algemeen wordt hij gezien als medestichter van het moderne islamisme, de politieke islam.

## Het leven van Saïd Qutb
Qutb begon te schrijven in 1920 als een dichter en literaire criticus over sociale en politieke zaken, vanuit een seculier standpunt. Rond 1948 begon hij vanuit een islamitischer standpunt te schrijven. Zijn eerste islamitische boek, Sociale Gerechtigheid in Islam, werd gepubliceerd in 1949.
Hij kreeg eerst een religieuze en daarna een modernistische opleiding voordat hij begon met zijn carrière in het Egyptische Ministerie van Onderwijs.
Van 1948 tot 1951 was hij in de Verenigde Staten om er het onderwijssysteem te (be)studeren aan de Staatsuniversiteit van Colorado voor Onderwijs (nu de Universiteit van Noord-Colorado). Hij ontving hiervoor van deze universiteit zijn Master.
Door sommigen wordt zijn tijd in Amerika beschouwd als de basis voor zijn latere commentaar op de Koran; Fi zilal al-Qur'an (In de schaduw van de Koran), het 30-delige werk dat hij schreef toen hij gevangen zat in de Egyptische gevangenis. De vrije cultuur van Amerika en met name de houding van de vrouwen daar maakte een diepe negatieve indruk op de toen al radicale Saïd. Zijn enorme afkeer van Amerika en haar cultuur kwam sterk naar voren in dit en zijn volgende werken.
Na zijn terugkeer uit Amerika nam hij ontslag bij de regering en sloot zich aan bij de Moslimbroederschap. Hier werd hij een van de meest radicale publicisten. Na de moord op de oprichter Hassan al-Banna in 1949 was er geen echte leider en was er een machtsvacuüm ontstaan, mede waardoor hij later de belangrijkste persoon binnen de organisatie werd.
In 1954 werd hij samen met veel andere leden van de Moslimbroederschap gearresteerd en voor lange tijd gevangengezet door de Arabisch-nationalistische Egyptische kolonel en leider Nasser die hem als een gevaar zag voor zijn autoriteit. Na 10 jaar gevangen te hebben gezeten werd hij in 1964 vrijgelaten. Door verschillende Arabische landen (onder andere Saoedi-Arabië en Irak) werd aan hem en andere leden van de Moslimbroederschap aangeboden om als vluchteling te worden opgenomen. Qutb weigerde echter om zijn thuisland te verlaten. In 1965 werd hij opnieuw opgepakt voor vermeende betrokkenheid bij een moordaanslag op Nasser. Op 29 augustus 1966 werd hij opgehangen na schuldig te zijn bevonden aan deze aanslag. Andere leden van de Moslimbroederschap verlieten wel Egypte, waaronder de broer van Qutb, Mohammed Qutb. Deze vluchtte naar Saoedi-Arabië, waar hij professor islamitische studies werd. Zijn ideeën waren sterk beïnvloed door Saïd. Onder zijn studenten bevonden zich onder andere Osama bin Laden en Ayman al-Zawahiri.

## Ideeën en invloed
Enkele van Qutb's belangrijkste ideeën waren:
- Het concept van takfir: politieke leiders en anderen mogen worden geliquideerd als ze geen echte moslims zijn. Indien een leider de islamitische wetgeving (sharia) niet invoerde was het volgens hem geen goede moslim en daarom een kaffir en mocht daarom ter dood worden gebracht. Dit was gebaseerd op een uitspraak van Ibn Taymiya (1268-1328) in reactie op de Mongoolse aanvallen op de gebieden van de islam die de moslims onder een niet-moslim regering zouden brengen. Het liquideren van deze heidenen zou in zijn ogen daarom gelegitimeerd zijn.
- Het gebruik van het concept jahiliyya. Volgens hem was de wereld, inclusief de Arabische, ver afgedwaald van de islam en weer teruggekeerd naar de "wereld van onwetendheid" van voor Mohammed; de jahiliyya. Dit werd volgens hem vooral veroorzaakt door de besmetting van de islam door de westerse corrupte liberale samenleving.

Qutbs ideeën riepen niet direct op tot geweld, maar geweld is wel vaak een gevolg geweest van zijn politiek-religieuze theorieën. In zijn boek Ma'alim fi'l Tariq roept hij onder andere op tot een jihad, die door hem wordt gezien als een gewapende strijd, waaraan een "ideologische rijping van het individu" voorafgaat. Navolgers vermoordden de Egyptische president Anwar Sadat in 1981 uit naam van deze jahiliyya. Onder deze navolgers waren onder andere Ayman al-Zawahiri en Muhammed al-Islambuli; naaste medewerkers van Osama bin Laden.
Zijn werk werd binnen de Egyptische Moslimbroederschap als zeer invloedrijk gezien, maar na zijn dood leidden zijn ideeën tot een scheuring binnen de broederschap. Sommigen wilden de radicale koers van Qutb voortzetten, maar een meerderheid prefereerde een niet-gewelddadige koers. Qutbs invloed is nog altijd zeer sterk voelbaar in verschillende islamistische bewegingen, maar binnen de Egyptische islamistische bewegingen is al jarenlang kritiek op Sayyid Qutb's gedachtegoed, vooral de implicatie dat slechte heersers afvalligen zijn (wat impliceert dat je hen mag doden).
Qutbs interpretatie van de islam wordt door de overgrote meerderheid van de moslims wereldwijd als verkeerd gezien. Zelfs de als zeer conservatief bekendstaande wahabieten (en die ook sterk geïnspireerd zijn door Ibn Taymiya) wijzen zijn interpretatie van de koran sterk af met het verwijt dat hij door gebrek aan kennis de koran niet goed heeft begrepen en daarom een dwaalleer verkondigt.
Qutb wordt door sommige deskundigen gezien als de centrale man van het islamisme. Zijn volgelingen worden ook wel aangeduid als qutbisten, om zo onderscheid te maken met andere stromingen zoals salafisten en wahabisten. Zelf beschrijven ze zich echter niet zo. Door de Amerikaanse conservatieve schrijvers Daniel Benjamin en Steven Simon wordt gesteld dat in de islamitische wereld veel radicale ideeën kwamen van dissidenten en dat Qutb (hetzij goed, hetzij slecht) het islamitische antwoord is op Solzjenitsyn, Sartre en Havel en dat hij net zo invloedrijk is voor het islamisme, daar hij de kernelementen van het moderne islamisme samengevoegd heeft.

## Citaten
- In de moderne geschiedenis hebben de Joden iedere calamiteit die de Moslim-gemeenschap overkwam veroorzaakt. Zij geven actieve steun aan iedere poging om de moderne Islamitische revival te onderdrukken en breiden hun protectie uit tot ieder regime dat die revival onderdrukt. De andere mensen van eerdere openbaringen, de Christenen, zijn niet minder vijandig.
—  In the Shade of the Qur’an, Sayyid Qutb, Vert. Adil Salahi, Vol. 8, pag. 115, Islamic Foundation and Islamonline, Leicester UK (2003)

- De uitspraken in de Koran inzake beide groepen (Joden en Christenen) zijn zo geformuleerd alsof het definitieve feiten betreft. Allah zei over de ongelovigen: “Zij zullen niet ophouden u (de moslims) te bevechten totdat u gedwongen wordt uw geloof op te geven, als ze kunnen.” (Soera 2:217) Hij zei ook over de mensen van voorafgaande openbaringen: “Nooit zullen de Joden noch de Christenen gelukkig zijn met u, tenzij u hen volgt in hun geloof.” (Soera 2:120) .. Wanneer we een korte blik slaan op de geschiedenis van deze relaties tussen Joden/Christenen en Moslims, op basis van de houding die Joden en Christenen aangenomen hebben in alle historische perioden jegens de Islam en de Moslims, dan waarderen we de belangrijkheid van deze uitspraken, gedaan door Allah zelf. We realiseren ons dan, dat zulke vijandige bejegening regel is en geen uitzondering.
—  In the Shade of the Qur’an, Sayyid Qutb, Vert. Adil Salahi, Vol. 8, pag. 112, Islamic Foundation and Islamonline, Leicester UK (2003)

- Als de enige ware religie die vandaag bestaat op aarde, onderneemt de Islam gepaste actie om alle fysieke en materiële obstakels weg te nemen die pogen haar tegen te werken bij haar inspanningen om de mensheid te bevrijden van iedere andere onderworpenheid dan aan Allah alleen … De praktische weg om zeker te zijn van deze verwijdering van fysieke obstakels, zonder iedereen te dwingen tot bekering tot de Islam (conform Soera 2:256), is de omverwerping van de macht van al die autoriteiten gebaseerd op valse geloven totdat zij hun onderwerping toegeven en dit demonstreren door het betalen van de onderwerpingsbelasting (de Jizya).
—  In the Shade of the Qur’an, Sayyid Qutb, Vert. Adil Salahi, Vol. 8, pag. 123, Islamic Foundation and Islamonline, Leicester UK (2003)

## Werken
- Mahammat ash-Sha'ir fi-l-hayat wa-shi'r al-jil al-hadir, 1933
- ash-Shati al-majhul, 1935
- al-Taswir al-Fanni fi-l-Qu'ran, 1944/45
- Tifl min al-qarya (autobiografisch werk), 1946
- Al-Adala al-Ijtima'iyya fi-l-Islam (Sociale gerechtigheid in Islam), 1949
- Fi zilal al-Qur'an (In de schaduw van de Koran), 1954, zijn interpretaties van de Koran in 30 delen
- Ma'alim fi'l Tariq, (Mijlpalen, Milestones, Fasen van het islamitisch bewustzijn) 1965, zijn meest bekende werk
- Our struggle with the Jews, 1950 (heruitgave 1970)